# 皂石
皂石（英語：Soapstone或Steatite）是一種滑石片岩，屬於變質岩類。主要由富含鎂的礦物滑石組成，因質感滑如肥皂得名。通常於俯沖帶經動熱力變質作用或交代變質作用形成。常用作雕刻或絕緣體材質。

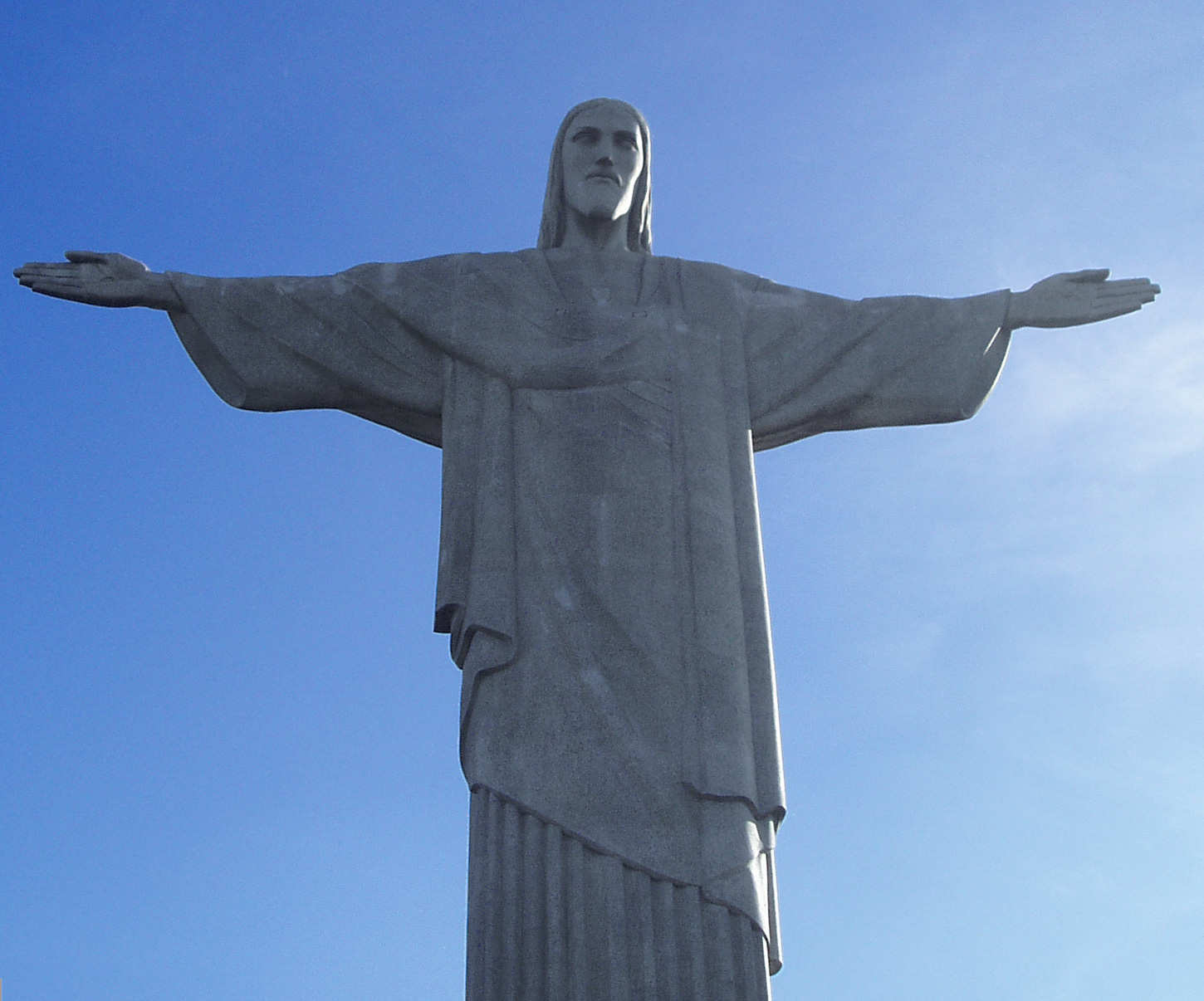
救世基督像外層即皂石